# Caleb Williams
Caleb Williams es la abreviación común de una obra cuyo nombre completo es Las cosas como son; o Las aventuras de Caleb Williams. Escrita en 1794 por William Godwin, es una novela de tres volúmenes escrita como un llamamiento para poner fin al abuso de poder por lo que Godwin vio como un gobierno tiránico. Esta novela surgió con la intención de popularizar el mensaje de su ensayo político de 1793 Justicia política. 
Es considerada como un argumento acerca de los problemas de la autoridad impositiva, el gobierno y el poder público en general como garantía de la explotación; las leyes del Estado, tal como aparecen en la obra, son esencialmente corruptas e instrumento de opresión de los poderosos sobre los débiles y no son más que el arma de la que se sirve la tiranía humana. Expresa a su vez la aspiración a que la razón guíe los actos de los individuos, en lugar de las instituciones públicas.

¿Saben, dicho sea de paso, que Godwin escribió su Caleb Williams al revés? Comenzó enmarañando la materia del segundo libro y luego, para componer el primero, pensó en los medios de justificar todo lo que había hecho.
Charles Dickens

Obra curiosa por ser propagandística y psicológica a la vez. La primera edición contaba con un provocativo prólogo que fue censurado, así como con otro final al descrito posteriormente, ya que Godwin se vio obligado a cambiar el original. Godwin describió el libro como "una serie de aventuras y búsqueda de la huida, el fugitivo en perpetuo temor de ser abrumado con las peores calamidades", de modo que Caleb Williams puede ser clasificada como la primera novela de suspenso o de misterio, considerándola habitualmente como novela gótica. 

## Sinopsis
La novela, escrita en primera persona, sigue los juicios de Caleb Williams, que descubre un oscuro secreto de su maestro, Squire Falkland, y se ve obligado a huir de la venganza de su maestro a pesar de sus promesas de nunca revelar lo que ha aprendido. 
El libro primero cuenta las maquinaciones de Tyrrel, un tirano y arrogante terrateniente que arruina a un arrendatario de sus tierras, de nombre Hawkins, por negarse a ceder ante uno de sus caprichos, y que provoca la muerte de su sobrina, Miss Melville, ante la negativa de ésta de casarse con un patán que él había dispuesto. En el curso de estos hechos, Tyrrel entra en conflicto con el idealista y benevolente Falkland, un terrateniente vecino al que humilla en público, y tiempo después el tirano aparece asesinado, de modo que las sospechas caen sobre Falkland; sin embargo, son Hawkins y su hijo quienes son juzgados y ejecutados. A partir de este momento Falkland se vuelve excéntrico y solitario. 
Caleb Williams, hijo de padres humildes y que ha obtenido estudios por sus propios medios, es nombrado secretario de Falkland, y tiene la convicción de que Tyrrel fue asesinado por su jefe. El resto del libro relata la persecución implacable de Falkland a Williams, a pesar de la devoción que el empleado le tiene, y su negativa a traicionar su secreto. Williams, acusado falsamente de robar a su jefe, escapa de la prisión en la que se encontraba recluido, pero los agentes de Falkland le siguen la pista hasta que, desesperado, no ve más solución que acusar de asesinato a Falkland. Enfrentados cara a cara, aunque el empleado no tiene pruebas que demuestren la veracidad de su acusación, gracias a su generosidad y sinceridad, el empleado consigue arrancarle la confesión de culpabilidad al terrateniente. 

## Versión teatral
Con el fin de evadir una prohibición de la censura en la presentación de la novela en el escenario, el empresario Richard Brinsley Sheridan presentó la pieza en el escenario de su Drury Lane Theatre en 1796 con el título The Iron Chest; su pretexto para evitar la prohibición fue que su compositor residente Stephen Storace había hecho una "versión operística" de la historia.